# George Minot
George Richards Minot (ur. 2 grudnia 1885 w Bostonie, zm. 25 lutego 1950 tamże) – amerykański lekarz internista i fizjopatolog, laureat Nagrody Nobla. 
W 1928 roku został profesorem Uniwersytetu Harvarda w Cambridge. W 1926 wprowadził skuteczną metodę leczenia niedokrwistości złośliwej za pomocą surowej wątroby. Do tego czasu była ona uważana za chorobę nieuleczalną. W 1934 roku, za to odkrycie otrzymał, wraz z Wiliamem P. Murphym i George'em H. Whipple'em, Nagrodę Nobla w dziedzinie fizjologii i medycyny.